# 文山石仙桃
文山石仙桃（学名：Pholidota wenshanica）为兰科石仙桃属下的一个种。